# Dichaetomyia harlekini
Dichaetomyia harlekini är en tvåvingeart som först beskrevs av Zielke 1974.  Dichaetomyia harlekini ingår i släktet Dichaetomyia och familjen husflugor.
Artens utbredningsområde är Madagaskar. Inga underarter finns listade i Catalogue of Life.